# Her Own People
Her Own People è un film muto del 1917 diretto da Scott Sidney. Prodotto dalla Pallas Pictures, il film - che racconta la storia di una ragazza nata da un matrimonio misto - aveva come protagonista l'attrice Lenore Ulrich che, l'anno precedente aveva interpretato a Broadway un ruolo simile in The Heart of Wetona.

## Trama
John Kemp, un ricco aristocratico, ha rinunciato alla sua posizione sociale dopo una sfortunata storia d'amore. Sposato a una donna indiana, vive nel West. Quando la figlia Alona, una bellissima ragazza, raggiunge l'età adulta, Kemp si rende conto che deve provvedere al suo futuro e decide di mandarla nell'Est, a studiare. Giunta in quella che è considerata una università tra le più esclusive, Alona viene snobbata dalle sofisticate compagne di studi per la sua diversità. Ritornata a casa, viene accolta dalla sua stessa gente dopo la morte del padre. Lì, incontra Frank Colvin, un cercatore d'oro. Lui le chiede di sposarlo ma lei, ricordando la brutta esperienza che ha avuto tra i bianchi all'università, nutre il sospetto che lui miri ai suoi soldi. Così pensa di metterlo alla prova acquistando la sua miniera tramite un agente. Frank, dopo la vendita, diventa ricco, ma non dimentica Alona: la ritrova, deciso a chiederla in moglie. Ma resta attonito quando scopre che la ragazza, che lui credeva una povera indiana, si è trasformata in una ricca ereditiera. Alona adesso accetta la sua proposta e la coppia si prepara a vivere una vita felice insieme.

## Produzione
Il film fu prodotto dalla Pallas Pictures con il titolo di lavorazione The Conflict.

## Distribuzione
Il copyright del film, richiesto da J. C. Ivers, fu registrato il 22 gennaio 1917 con il numero LP10107.
Distribuito dalla Paramount Pictures, il film uscì nelle sale cinematografiche statunitensi l'8 febbraio 1917.
Non si conoscono copie ancora esistenti della pellicola che viene considerata presumibilmente perduta.